# Toyota Classic 1977
Toyota Classic 1977 — жіночий тенісний турнір, що проходив на відкритих трав'яних кортах стадіону Куйонг у Мельбурні (Австралія). Належав до категорії AA в рамках Colgate Series 1978. Відбувсь уп'ятнадцяте і тривав з 21 листопада до 27 листопада 1977 року. Восьма сіяна Івонн Гулагонг Коулі здобула титул в одиночному розряді й отримала за це 14 тис. доларів США і 160 рейтингових очок.

## Фінальна частина

### Одиночний розряд
Івонн Гулагонг Коулі —  Венді Тернбулл 6–4, 6–1
- Для Гулагонг Коулі це був 2-й титул за сезон і 68-й — за кар'єру.

### Парний розряд
Івонн Гулагонг Коулі /  Бетті Стов —  Тріш Бостром /  Кім Рудделл 6–3, 6–0

## Розподіл призових грошей
| Дисципліна       | П       | F      | ПФ     | ЧФ     | 1/8    | 1/16 |
| Одиночний розряд | $14,000 | $7,000 | $3,500 | $1,800 | $1,000 | $500 |

## Нотатки
1. ↑  Турніри з призовими для жінок принаймні 750 тис. доларів.[1]